# Simone Leona Hueber
Simone Leona Hueber (* 1. Juli 1972) ist eine Schweizer Film- und Theaterschauspielerin.

## Leben
Simone Leona Hueber absolvierte zunächst eine Ausbildung zur Tänzerin, anschliessend von 1997 bis 2000 ihre Theaterausbildung am Liverpool Institute for Performing Arts.
Sie spielte im Kurzfilm Magda die Katrin und 2008, im deutschen Spielfilm Jan und Jandl oder Aus dem wirklichen Leben, die Claudia sowie 2009 im Schweizer Spielfilm Toter Mann. Ausserdem ist sie als Schauspielerin im Theater tätig. So war sie am Schauspielhaus Zürich und Luzerner Theater engagiert.
Hueber lebt in Berlin und Zürich.

## Filmografie
- 2008: Jan und Jandl oder Aus dem wirklichen Leben
- 2009: Toter Mann
- 2010: Magda